# Дараган, Юрий Юрьевич
Ю́рий (Гео́ргий) Ю́рьевич Дарага́н (1894—1926) — украинский поэт, у которого впервые отчётливо обрисовался комплекс идей и чувств, характерный для «пражской школы украинских поэтов».

## Биография
Из потомственных дворян казацко-старшинского рода Дараганы. Родился в семье инженера, крупного железнодорожного чиновника. Отец — украинец, мать — грузинка. Отец умер за три месяца до рождения сына. Вскоре после рождения Юрия семья переехала в Тифлис, где малыша и крестили. Получил среднее образование, окончив реальное училище.
Участник Первой мировой войны. В начале войны был досрочно призван на действительную военную службу в Русскую императорскую армию. Служил в Самаре рядовым на правах вольноопределяющегося в 4-м запасном саперном батальоне. Прошёл учёбу в батальонной учебной команде, произведен в младшие унтер-офицеры и в апреле 1915 года командирован на учёбу в «3-ю Петергофскую школу для подготовки офицеров в военное время». По окончании 4-х месячного курса школы, 15 августа 1915 года был произведен в прапорщики армейской пехоты и направлен на комплектование батальонов 5-го Туркестанского стрелкового полка. Служил младшим офицером стрелковой роты 5-го Туркестанского стрелкового полка, был произведен в подпоручики. Принимал участие в военных действиях полка на Юго-Западном фронте (на Волыни), был ранен. После подписания Брестского мира демобилизован.
В начале 1919 года, в связи с началом активных военных действий против восстановленной Украинской народной республики (УНР), был мобилизован в армию УНР. В 1920 году служил офицером, командиром учебной пулемётной сотни в Житомирской военной школе, затем — офицером в объединённой Каменец-Подольской военной школе.
В конце 1920 года, после поражения армии УНР, Юрий Дараган, как и все остальные военные украинской армии, оказавшиеся на подконтрольной полякам территории, был интернирован в лагерях для перемещённых лиц. Голодная и холодная жизнь на войне и затем в лагерях повлекла за собой тяжёлую болезнь — туберкулёз.
В 1923 году, по освобождении из польских лагерей, переехал в Прагу, поступил в Праге в Украинский высший педагогический институт имени Драгоманова (институт не окончил).
17 марта 1926 года умер в туберкулёзном санатории в селе Нова-Вес-под-Плеши, близ Добржиша. Похоронен в Праге на Ольшанском кладбище.

## Творчество
Юрий Дараган писал преимущественно на украинском языке. Первые его стихи, написанные по-русски в 14 лет, были напечатаны тогда же в журнале «Закавказье». Через два года подал цикл стихов в российский (дореволюционный) альманах «Поросль», а через три года печатался в альманахе «Иммортели» и журнале «Хмель».
В 1922—1923 годах вместе со своим земляком Евгением Маланюком издавал журнал «Радуга», где печатались его произведения. Стихи «Поход», «Киев», «Милуня», «Сваты», которые поэт напечатал в «Радуге», не только имели художественную ценность, но и стали определённым зачином разработки этой темы другими авторами.
В 1925 году вышел единственный его сборник «Сагайдак», который, по словам критиков, тематически и идейно явился предвестником художественной платформы будущей пражской школы украинской поэзии.